# Metania innominata
Metania innominata är en svampdjursart som beskrevs av Burton 1938. Metania innominata ingår i släktet Metania och familjen Metaniidae.
Artens utbredningsområde är havet utanför Sydafrika. Inga underarter finns listade i Catalogue of Life.